# جهش خاموش

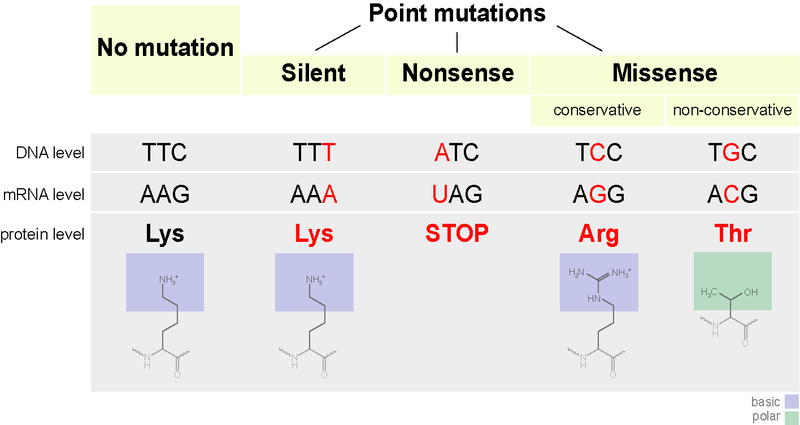
انواع جهش‌های نقطه‌ای

جهش خاموش (انگلیسی: Silent mutation) در علم ژنتیک به جهش‌هایی در دی‌ان‌ای (DNA) گفته می‌شود که تأثیر قابلِ مشاهده و چندانی در فنوتیپ جاندار، ایجاد نمی‌کند.
این جهش‌ها معمولاً در نواحی از دی‌ان‌ای (DNA) رخ می‌دهد که مسئول ساخت پروتئین نیستند (non-coding regions) و در خارج منطقهٔ ژن‌ها و در درون اینترون‌ها قرار دارند. البته گاهی هم جهش‌های خاموش در اگزون‌ها رخ می‌دهند. هنگامی که جهش خاموش در اگزون‌ها رخ دهد، یا تغییری در توالی اسیدآمینه‌ایِ پروتئین ایجاد نمی‌شود (جایگزینی مترادف) یا اینکه این تغییر به‌گونه‌ای است که، یک اسیدآمینه با خواصِ مشابه با اسیدآمینهٔ اصلی تولید می‌شود و در نتیجه محصول نهایی همان است که انتظار می‌رفت و فنوتیپ جاندار بی‌تغییر باقی می‌ماند.
لازم است ذکر شود که گاهی عبارت جایگزینی مترادف به صورت مترادف یا جایگزین برای «جهش خاموش» بکار می‌برند که چندان صحیح نیست؛ چرا که جایگزینی مترادف فقط در توالی اگزون‌ها رخ می‌دهد و همیشه هم «جهش خاموش» نیست. در واقع، جایگزینی مترادف می‌تواند موجب تغییر در رونویسی، پیرایش، حمل‌ونقلِ mRNA و ترجمه شوند که همگی قادرند بر فنوتیپ جاندار اثر بگذارند و بدین ترتیب جایگزینی مترادف را یک «جهش غیر خاموش» کنند.